# SNCASE SE.2100
Le SNCASE SE.2100 est un avion de tourisme biplace, monoplan à aile basse en forme d’aile volante, conçu par l’ingénieur Pierre Satre. Il effectua son premier vol le 4 octobre 1945. Un seul exemplaire fut construit.

## Conception

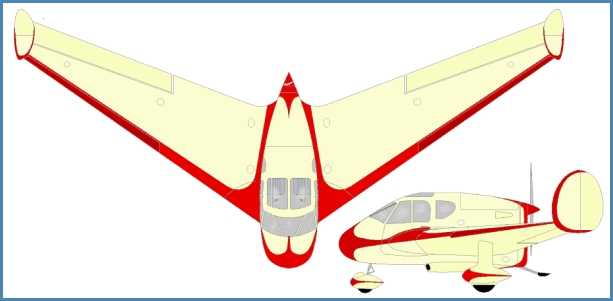
Dessins de l'appareil.